# Dentlein am Forst
Dentlein am Forst település Németországban, azon belül Bajorországban. Lakosainak száma 2376 fő (2023. december 31.).

## Népesség
A település népessége az elmúlt években az alábbi módon változott:
| Lakosok száma | 1098 | 1862 | 2488 | 2345 | 2308 | 2311 | 2357 | 2312 | 2328 | 2376 |
|               | 1875 | 1950 | 1970 | 2011 | 2013 | 2014 | 2016 | 2019 | 2021 | 2023 |